# 焦千之
焦千之（?—?），字伯强，颍州焦陂（今阜南县焦陂镇）人。
自幼好学，在鄉里有好名聲，可惜屢试不中，仁宗時歐陽修知穎州，焦千之從其學習，受到歐陽修赏识。人称上弟。與同時期的同窗曾南丰、王深父皆有文名。吕公著为颍州通判，聘千之教其诸子。吕公著任御史中丞，熱情邀請焦千之同往。欧阳修写《送焦千之秀才》诗相赠。治平二年以殿中丞为乐清令，熙宁三年（1070年），吕公著推薦他任秘书省校理，迁殿中丞，又知无锡县。寓居無錫時，蘇轼曾寫詩向焦千之索惠山泉水。晚年兩袖清風，由其門生吕希纯之助，定居颖州城南以終，人称“焦馆”。